# 30879 Hiroshikanai
30879 Hiroshikanai è un asteroide della fascia principale. Scoperto nel 1992, presenta un'orbita caratterizzata da un semiasse maggiore pari a 2,5778706 UA e da un'eccentricità di 0,1254850, inclinata di 15,18478° rispetto all'eclittica.